# Стажњевец
Стажњевец је насељено место у Републици Хрватској у Вараждинској жупанији. Административно је у саставу града Иванца. Простире се на површини од 4,11 км2
Стажњевец се налази 14 км југозападно од Вараждина, на источном делу Бедњанског поља, у долини реке Бедње.

## Становништво
На попису становништва 2011. године, Стажњевец је имао 340 становника.
Према попису становништва из 2001. године у насељу Стажњевец живело је 333 становника. који су живели у 27 породичних домаћинстава Густина насељености је 89,91 становника на км2
Кретање броја становника по пописима 1857—2001.
| година пописа  | 1857. | 1869. | 1880. | 1890. | 1900. | 1910. | 1921. | 1931. | 1948. | 1953. | 1961. | 1971. | 1981. | 1991. | 2001. |
| бр. становника | 257   | 287   | 304   | 348   | 390   | 466   | 512   | 539   | 523   | 511   | 432   | 350   | 367   | 351   | 333   |

Напомена: До 1900. и од 1981. надаље исказивано под именом Стажњевец. Од 1910. до 1971. исказивано под именом Стажњевци..

## Попис1991.
На попису становништва 1991. године, насељено место Стажњевец је имало 351 становника, следећег националног састава:
| Попис 1991.‍ | Попис 1991.‍ | Попис 1991.‍ | Попис 1991.‍ | Попис 1991.‍ |
| ----------- | ----------- | ----------- | ----------- | ----------- |
|             |             |             |             |             |
| Хрвати      | Хрвати      |             | 348         | 99,14%      |
| Чеси        | Чеси        |             | 1           | 0,28%       |
| непознато   | непознато   |             | 2           | 0,56%       |
| укупно: 351 |             |             |             |             |